# شوليه باي دي لوار 2024
شوليه باي دي لوار 2024 (بالفرنسية: Cholet Agglo Tour 2024)‏ هو سباق دراجات هوائية من فئة  1.1، وهو الموسم السادس والأربعين من شوليه باي دي لوار، وأقيم في 17 مارس 2024 ضمن سباقات طواف أوروبا للدراجات 2024.
فاز بالمركز الأول Paul Lapeira ‏، وفاز بالمركز الثاني Alexis Renard ‏، وفاز بالمركز الثالث توم فان أسبروك.

## الفرق
| فرق عالمية (4)- Arkéa-B&B Hotels - Cofidis - Decathlon-AG2R La Mondiale - Groupama-FDJ فرق برو (6)- بنجوال باوليز ساوكس دبليو بي ‏ - برجس بي إتش 2024 ‏ - Equipo Kern Pharma ‏ - أوسكالتيل أوسكادي 2024 ‏ - تيم نوفو نورديسك ‏ - TotalEnergies فرق قارية (8)- بلترامي تي إس أيه–مارشيول ‏ - بي إتش إس - بل بيتون بورنهولم 2024 ‏ - CIC U Nantes Atlantique ‏ - Israel Premier Tech Academy ‏ - Nice Métropole Côte d'Azur ‏ - إتش بي بي تي بي – أوبير 93 ‏ - سوبرانو هام ايزوريكس 2024 ‏ - Van Rysel–Roubaix ‏ |  |
| |  |

## التصنيف العام النهائي
| التصنيف العام         | التصنيف العام    | التصنيف العام                | التصنيف العام | التصنيف العام |
| العداء                | العداء           | الفريق                       | الوقت         |               |
| --------------------- | ---------------- | ---------------------------- | ------------- | ------------- |
| 1                     | Paul Lapeira ‏    | Decathlon-AG2R La Mondiale   | 4 س 22 د 02 ث |               |
| 2                     | Alexis Renard ‏   | Cofidis                      | + 1 ث         |               |
| 3                     | توم فان أسبروك   | Israel Premier Tech Academy ‏ | + 1 ث         |               |
| 4                     | Jordan Labrosse ‏ | Decathlon-AG2R La Mondiale   | + 1 ث         |               |
| 5                     | Matyáš Kopecký ‏  | تيم نوفو نورديسك ‏            | + 1 ث         |               |
| 6                     | Jason Tesson ‏    | TotalEnergies                | + 1 ث         |               |
| 7                     | ايمانويل مورين   | Van Rysel–Roubaix ‏           | + 1 ث         |               |
| 8                     | فرنسيسكو غالفان  | Equipo Kern Pharma ‏          | + 1 ث         |               |
| 9                     | تيموثي دوبونت    | سوبرانو هام ايزوريكس ‏        | + 1 ث         |               |
| 10                    | Maël Guégan ‏     | CIC U Nantes Atlantique ‏     | + 1 ث         |               |
|                       |                  |                              |               |               |
| مصدر: ProCyclingStats |                  |                              |               |               |

## وصلات خارجية
- الموقع الرسمي
- لمحة عن سباق شوليه باي دي لوار 2024 على موقع  ProCyclingStats   (برو  سايكلنج  ستاتس) - إحصاءات  محترفي  الدراجات.
- شوليه باي دي لوار 2024 على موقع إحصائيات الدراجات الإحترافية (الإنجليزية)